# Guggal

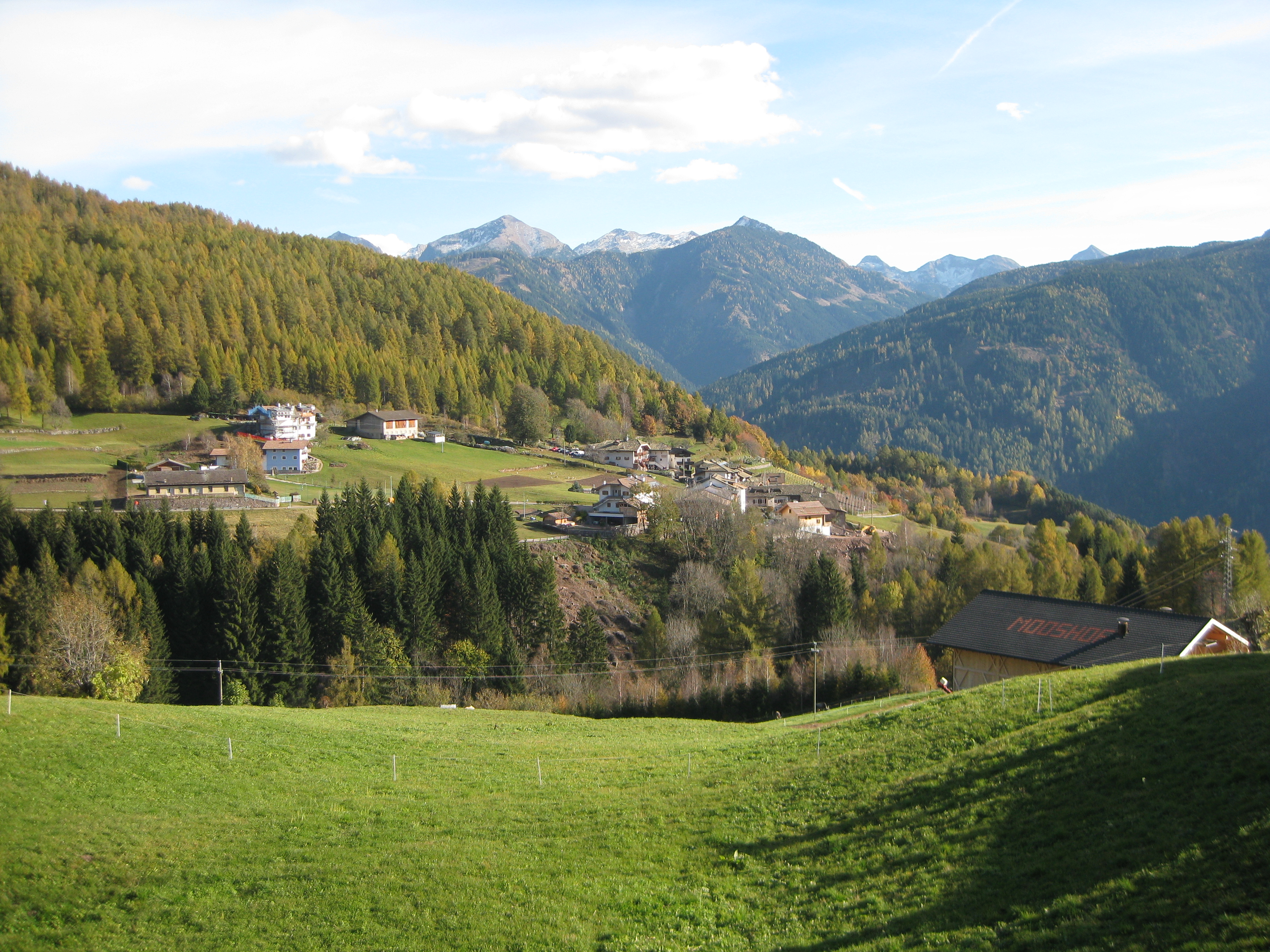
Blick auf Guggal aus Nordwesten

Guggal ist eine Fraktion der Gemeinde Altrei in Südtirol. Die Ortschaft liegt auf einer Mittelgebirgsterrasse über dem Fleimstal auf etwa 1180 m. Durch den Guggaler Bach ist Guggal vom ungefähr einen halben Kilometer weiter nordwestlich gelegenen Gemeinde-Hauptort Altrei getrennt.
In Guggal wurde 1824 Johann Baptist Zwerger geboren, der Professor am Priesterseminar in Trient, Generalvikar und Fürstbischof von Graz-Seckau wurde. Mitten in Guggal ist deshalb das kleine Museum im Heimathaus des Bischofs Johannes Zwerger eingerichtet worden. Dort wird das Leben und Wirken Zwergers mit zahlreichen Dokumenten und Bildern gewürdigt.